# أبو عجيلة (شمال سيناء)
أبو عجيلة هي قرية ومفترق طرق وسد في شمال سيناء، كان لموقعها القريب من الحدود المصرية-الإسرائيلية أهمية إستراتيجية. تقع أبو عجيلة على بعد 25 كم تقريبًا من العوجة و45 كم جنوب شرق العريش، وكانت مسرحًا لمعارك كبرى خلال حروب 1948 و1956 و1967 بين مصر وإسرائيل. كان موقع أم قطف المجاور موقعًا مصريًا رئيسيًا آخر ضمن معارك أبو عجيلة.
كان هناك حوالي 10.000 من بدو العزازمة المصريين ممن على صلة بالترابين في العريش في 1930، وكانوا يعيشون في هذه المنطقة. ومع حلول عام 1948، انخفض عددهم إلى 3.500 فقط. وغالبًا ما كانت ملكية الأرض محل نزاع بين السكان.
سجل ديفيد لانداو في سيرته الذاتية لأرئيل شارون لعام 2013، «إريك: حياة أرييل شارون»، أنه أثناء الاحتلال الإسرائيلي لشبه جزيرة سيناء، أمر شارون بترحيل 3.000 من سكان أبو عجيلة سراً في أواخر يناير 1972. وفي الظاهر كان هذا لتمهيد الطريق لمناورة عسكرية تحمل الاسم الرمزي أوز (أي «الشجاعة» بالعبرية) استعدادًا لعبور قناة السويس في حالة اندلاع حرب أخرى بين مصر وإسرائيل. نفذ العسكريون الإسرائيليون أمر الترحيل على مدى ثلاثة أيام خلال بداية درجات الحرارة المنخفضة في الصحراء. دون توجيه أي تحذير للسكان، ولم يُسمح لهم الوقت بأخذ متعلقاتهم قبل إخراجهم من منازلهم. وأمر الجنرال ديفيد إلعازار فيما بعد بالسماح للسكان المطرودين بالعودة.